# 앞뇌

앞뇌 또는 전뇌(前腦, forebrain 또는 prosencephalon)는 척추동물의 세 개의 뇌포 가운데 가장 앞쪽 것을 말한다. 대뇌와 간뇌로 이루어져 있다.

전뇌 (prosencephalon)는 끝뇌 (telecephalon)와 사이뇌 (diencephalon)가 된다.

## 같이 보기
- 앞뇌 (forebrain, prosencephalon, 전뇌)

- 끝뇌 (telencephalon, 종뇌)
- 사이뇌 (diencephalon, 간뇌)

- 중간뇌 (midbrain, mesencephalon, 중뇌)
- 마름뇌 (hindbrain, rhombencephalon, 후뇌)

- 뒤뇌 (metencephalon)

- 다리뇌 (pons)
- 소뇌 (cerebellum)

- 마이엘렌세팔론 (myelencephalon, medulla oblongata, 숨뇌)